# PL-21
PL-21（霹靂-21、簡体字:霹雳-21、拼音: Pī Lì-21）は中国人民解放軍空軍が装備する視程外射程長射程空対空ミサイル。

## 特徴
PL-21 (PL-XX)は中国製のアクティブ・フェーズドアレイ式アクティブ・レーダー誘導式長射程視程外射程空対空ミサイルである。
アメリカ合衆国のAIM-120 AMRAAM、DARPAのTriple Threat Terminator (T3)、ヨーロッパのMBDAのミーティアとロシアのR-77に相当するとされる。
2012年から生産される。

## 運用国
中華人民共和国
- 中国人民解放軍空軍
- 中国人民解放軍海軍航空兵

## 運用機
- J-20[6]
- J-16
- J-31